# Ibertren
Ibertren és una marca catalana de modelisme ferroviari amb seu a Barcelona. Està especialitzada en reproduccions de trens de la companyia RENFE. Els models de l'escala N d'Ibertren van ser força populars a Catalunya els anys 90. Des del 2008, també manufactura peces de l'escala H0. Al llarg de la seva història, Ibertren també ha venut material per recrear paisatges a més de cotxes, gent i edificis.

## El 2N i el 3N

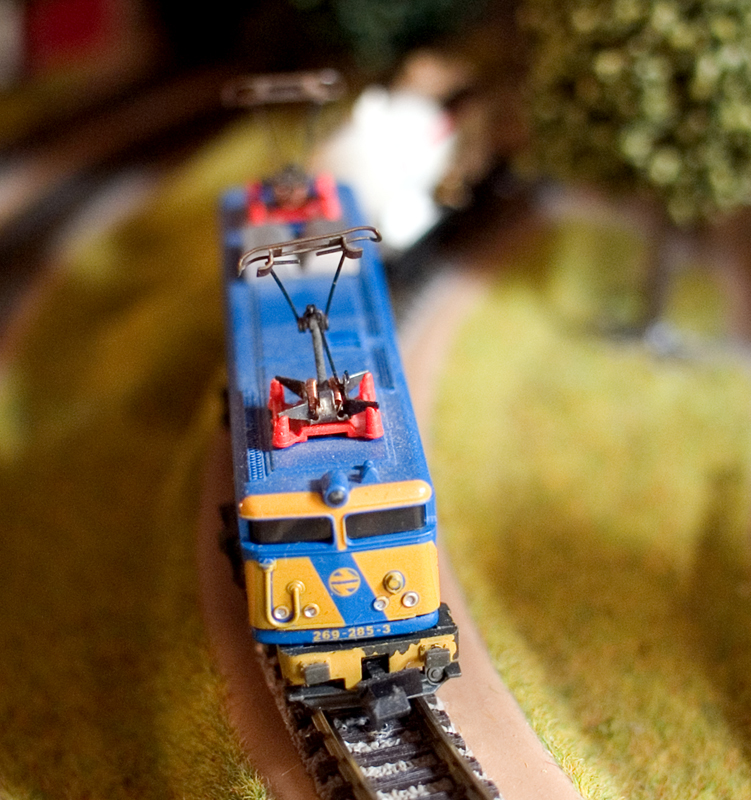
Renfe classe 269 en escala N d'Ibertren

Ibertren va fabricar dues sèries de maquetes de l'escala N: 2N i 3N. A la 3N, que aviat es va deixar de fabricar per problemes de funcionament i incompatibilitat amb altres marques, l'alimentació dels trens es feia a través d'un tercer rail central i gastava corrent continu. En canvi, la 2N funcionava amb els dos rails habituals, amb una polaritat per a cadascun i corrent continu.

## Història
Ibertren va presentar els seus primers models l'any 1970. L'any 1971 ja tenia un catàleg força complet que incloïa:
- Ref. 1101: tractor dièsel de maniobres 61006 de SNCF
- Ref. 1102: locomotora dièsel ALCO Renfe sèrie 321
- Ref. 1201: locomotora de vapor F.F.A.
- Ref. 1301: locomotora elèctrica Alsthom Renfe sèrie 276
- Unes quaranta referències de cotxes de viatgers i vagons de mercaderies principalment de RENFE.
- Vies, accessoris i recanvis diversos.

El 1992, Model Iber S.A., l'empresa propietària de la marca Ibertren, es va veure obligada a tancar per problemes financers.
El 2004, una empresa anomenada "Ibertren Modelismo, S.L.", també de Barcelona, va rellançar la marca amb un catàleg únicament d'escala H0.
El 2008, durant la Fira Internacional de la Joguina de Nuremberg, la firma va anunciar que tornaria a fabricar trens de l'escala N.